# コロラド高原

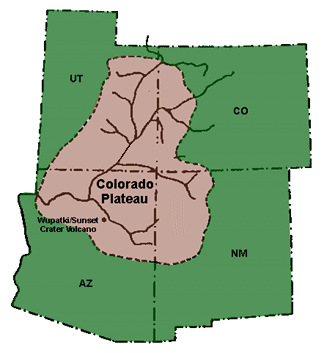
コロラド高原の位置

コロラド高原（コロラドこうげん、英：Colorado Plateau）は、フォー・コーナーズを中心とする、アメリカ南西部の山間台地である。総面積は約337,000平方キロメートルであり、コロラド州西部、ニューメキシコ州北西部、ユタ州南東部、およびアリゾナ州北部にまたがっている。コロラド高原には、コロラド川およびその支流であるグリーン川、サン・フアン川、リトル・コロラド川が流れている。
コロラド高原はロッキー山脈、ユインタ山脈、リオ・グランデ谷、モゴヨン裂溝、ベイスン・アンド・レンジに囲まれた地域であり、巨大な断層によって複数の台地に分けられている。
コロラド高原の岩盤は海抜1,500メートルから3,350メートルまで、ほぼ水平に堆積岩が積み重なってできている。コロラド高原の地殻は35キロメートルから50キロメートルあり、グランド・キャニオンなど、グランド・ステアケースを構成するさまざまな崖や峡谷の断面でコロラド高原の地殻がむき出しになっている。

## 地質

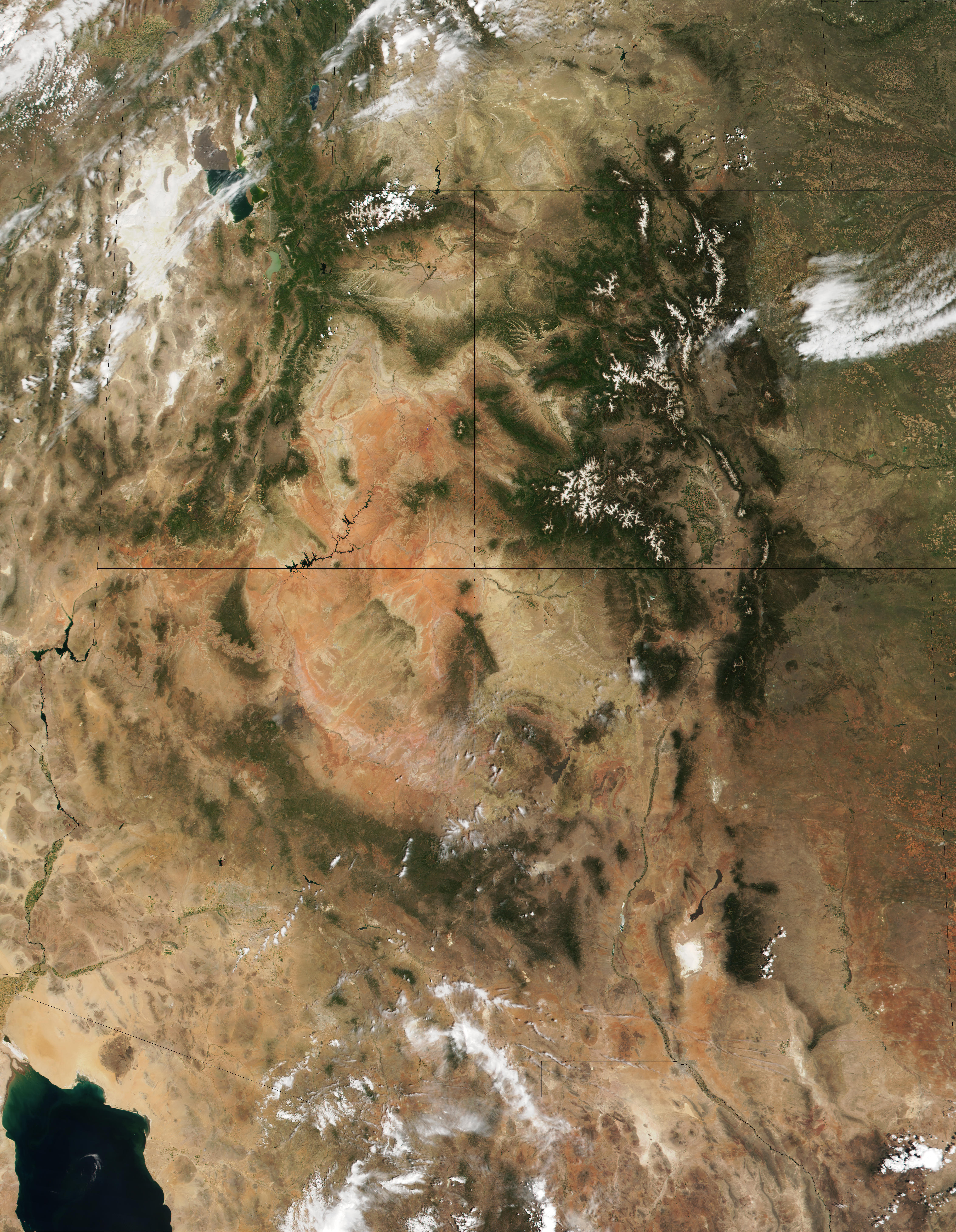
フォー・コーナーズとコロラド高原

コロラド高原の特異な地質学的特徴として、非常に安定した地塊であることが挙げられる。少なくとも過去6億年の間には、地塊に大きな変化（地層が折れ曲がったり、断裂したりすること）があった形跡は全く見られない。しかしながらそれとは対照的に、コロラド高原の周囲では激しい地形の変化が見られる。コロラド高原の北側および東側では地殻が押し上げられ、ロッキー山脈が形成された。また、コロラド高原の西側および南側では地殻が引っ張られ、ベイスン・アンド・レンジが形成されている。
先カンブリア時代（約46億年前から約5億年前まで）のコロラド高原がどのような状態であったのかについては、現在のところ、コロラド高原の南端にあるグランド・キャニオンでしか知ることができない。グランド・キャニオンでは、約20億年前のビシヌュ片岩から、約3億年前の地層であるカイバブ石灰岩までが露出しており、これが唯一の手がかりとなっている。コロラド高原を構成するほとんどの岩盤は、原始北アメリカ大陸の端に位置した温暖な浅瀬、およびその周囲の岸辺に堆積した堆積物によってできている。
古生代（約5億年前から約2億5,000万年前まで）のコロラド高原は、大陸の縁辺に位置していたと推定されている。古生代の初期から数百万年に渡って堆積した火成岩は、暗く変色した変成岩の地層として、コロラド高原の基底部で確認することができる。古生代のコロラド高原は周期的に熱帯の海中に水没しており、コロラド高原の岩盤にある石灰岩、砂岩、シルト岩などの厚い層は、海中に水没していた際に形成された地層である。またコロラド高原が陸地であった際には、砂や泥が堆積したり、古い地層が侵食されたりした。古生代のコロラド高原では、このような繰り返しが3億年に渡って続いた。

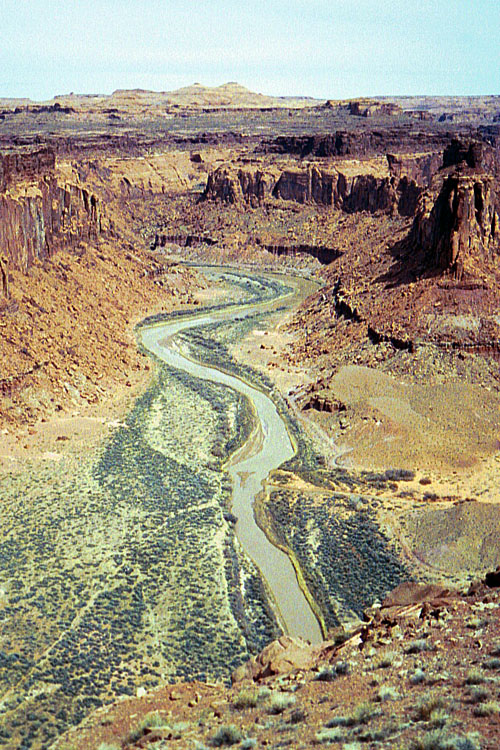
耐食処理が施された中生代の砂岩層（コロラド高原中央部）

中生代（約2億5,000万年前から約6,500万年前まで）のコロラド高原は超大陸パンゲアの西端に位置し、北アメリカ大陸の一部として移動した。中生代の初期、コロラド高原は北アメリカ大陸西部で発生した大規模な地殻隆起の影響を受け、約6億年前から形成されてきた滑らかな地表面は大きく歪曲した。その後、コロラド高原の西側にある火山が噴火し、コロラド高原には大量の噴出物が降り積もった。この噴火により、かつては川や湖、内海であった地域にも噴出物が堆積し、広大なナバホ砂漠の地盤が形成された。中生代の末期になると、北アメリカ大陸に白亜紀海路が出現し、コロラド高原は再び暖かく浅い海に覆われた。そしてこの浅い海にダコタ砂岩や熱帯頁岩が堆積した。
新生代古第三紀（約6,500万年前から約2,300万年前まで）に入ると、ララミー変動によって、コロラド高原を中心とするアメリカ・モンタナ州からメキシコにかけての広大な地域が隆起し始めた。コロラド高原にある衝上断層は、堅い地塊がわずかに時計回り方向に移動したことによって現われたと考えられている。隆起運動は新生代の初期から継続的にゆっくりと進行し、しばしば玄武岩質の溶岩が流出した。その後、川や湖に堆積した泥や砂によって、ブライス・キャニオンの地層の一つである鮮やかなピンク色をしたクラロン層が形成された。
中新世（約2,300万年前から約500万年前まで）に入ると、再び地殻変動が活発化し、約2,000万年前からはコロラド高原およびその西方の地域が不規則に隆起し始めた（新第三紀の終わりまでに、約3キロメートル隆起した）。地盤の隆起によって川の流れは激しくなり、崖の侵食を助長した。その結果、メサ（周囲が急斜面で頂上が平らな台地）やビュート（周囲が切り立った、孤立した丘）などの地形が数多く出現した。また、岩塊が歪曲・隆起した結果、単斜構造の地層断面が剥き出しになり、侵食された断面にはホグバックと呼ばれる急斜面の崖に突き出した岩が残った（緩やかな斜面に残った岩は、ケスタと呼ばれる）。

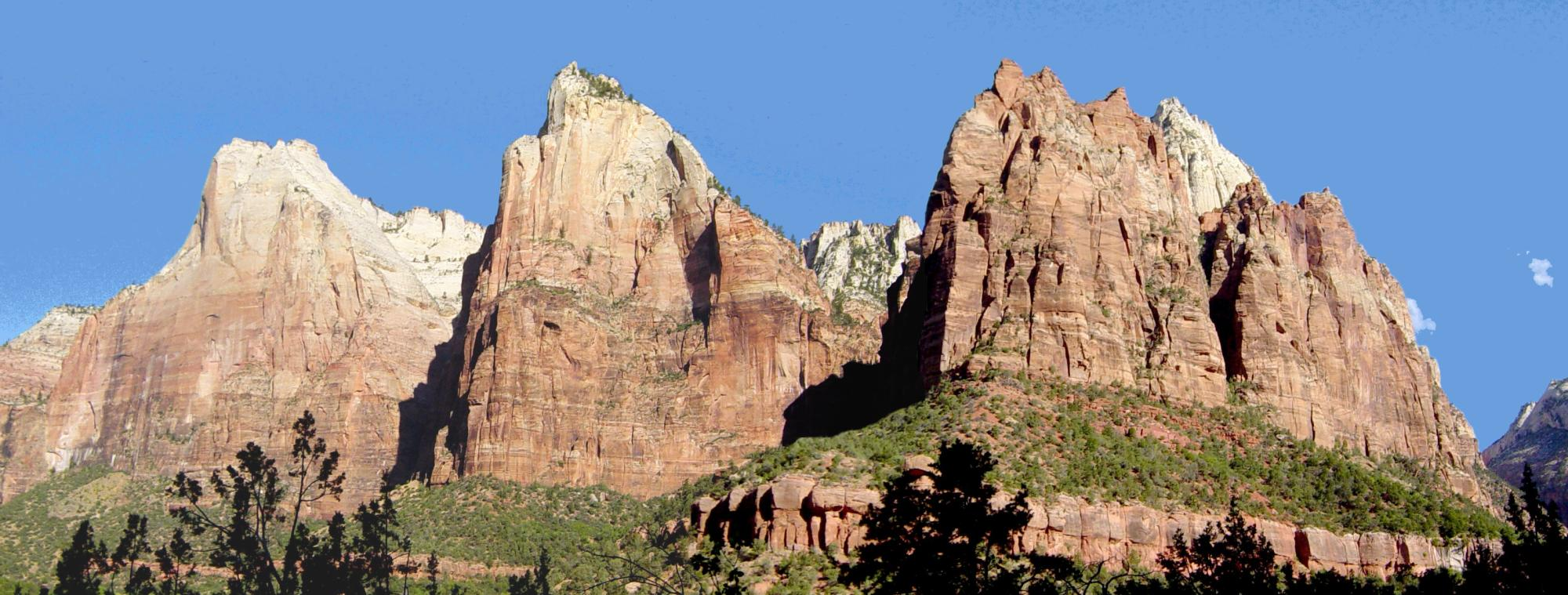
ナバホ砂岩層の崖（ザイオン国立公園）

さらに、この地域に伸張力が加わり、コロラド高原の地塊が西向きに移動するようになった。またコロラド高原の西にあるベイスン・アンド・レンジ地域は地殻変動が激しくなり、地溝や地塁による深く落ち込んだ渓谷や細長い山脈が数多く出現し、ハリケーン断層などの巨大な断層が現われた。また、コロラド高原の西方にシエラネヴァダ山脈が大きく隆起したため、雨陰効果によってコロラド高原の大部分は乾燥した気候になった。しかしながら、コロラド高原の周囲で大規模な地殻変動があったにもかかわらず、コロラド高原は単一な地塊のまま、地殻構造が保存された状態で残った。そのためコロラド高原は、ベイスン・アンド・レンジよりも1キロメートル以上高い台地となっている。コロラド川は少なくとも600万年前にはグランド・キャニオンの中を流れており、土地が隆起するにつれて深い渓谷へと変貌していった。
新生代更新世（約160万年前から約1万年前まで）に入ると、氷期と間氷期が周期的に訪れるようになった。氷期には、標高の非常に高い地域は氷河で覆われ、高台は凍結風化した。低地は急流によって大きく削られ、多雨湖が形成された。間氷期には、氷河と多雨湖は消滅し、コロラド高原は温暖で乾燥した気候に包まれた。

## 保護地域
コロラド川流域は準乾燥地帯であり、峡谷、崖、天然橋、尖峰、岩柱、一枚岩など、特色のある侵食地形が数多く存在する。コロラド高原には8箇所の国立公園と十数箇所の国定公園、数十箇所の保全地域が存在する。

### 国立公園
- 化石の森国立公園 (en:Petrified Forest National Park)
- グランド・キャニオン国立公園 (en:Grand Canyon National Park)
- ザイオン国立公園 (en:Zion National Park)
- ブライス・キャニオン国立公園 (en:Bryce Canyon National Park)
- キャピトル・リーフ国立公園 (en:Capitol Reef National Park)
- キャニオンランズ国立公園 (en:Canyonlands National Park)
- アーチーズ国立公園 (en:Arches National Park)
- メサ・ヴェルデ国立公園 (en:Mesa Verde National Park)

### 国定公園
- サンセット・クレーター国定公園 (en:Sunset Crater National Monument)
- ウパトキ国定公園 (en:Wupatki National Monutment)
- コロラド国定公園 (en:Colorado National Monument)
- グランド・ステアケース・エスカランテ国定公園 (en:Grand Staircase-Escalante National Monument)
- ウォールナット峡谷国定公園 (en:Walnut Canyon National Monument)
- キャニオン・デ・シェイ国定公園 (en:Canyon De Chelly National Monument)
- シーダー・ブレークス国定公園 (en:Cedar Breaks National Monument)
- エル・マルペイス国定公園 (en:El Malpais National Monument)
- エル・モロ国定公園 (en:El Morro National Monument)
- ホーヴェンウィープ国定公園 (en:Hovenweep National Monument)
- ナチュラル・ブリッジズ国定公園 (en:Natural Bridges National Monument)
- ナバホ国定公園 (en:Navajo National Monument)
- レインボー・ブリッジ国定公園 (en:Rainbow Bridge National Monument)
- バーミリオン・クリフス国定公園 (en:Vermilion Cliffs National Monument)

### 保全地域
- en:Kachina Peaks Wilderness
- en:Strawberry Crater Wilderness
- en:Kendrick Mountain Wilderness
- en:Beaver Dam Mountains Wilderness
- en:Pauite Wilderness
- en:Grand Wash Cliffs Wilderness
- en:Mount Logan Wilderness
- en:Mount Trumbull Wilderness
- en:Kanab Creek Wilderness
- en:Cottonwood Point Wilderness
- en:Paria Canyon-Vermilion Cliffs Wilderness
- en:Saddle Mountain Wilderness
- en:Mount Baldy Wilderness
- en:Escudilla Wilderness
- en:Black Ridge Canyons Wilderness
- en:Flat Tops Wilderness
- en:Uncompahgre Wilderness
- en:Mount Sneffels Wilderness
- en:Lizard Head Wilderness
- en:Weminuche Wilderness
- en:South San Juan Wilderness
- en:Cebolla Wilderness
- en:West Malpais Wilderness
- en:Bisti-De-Na-Zin Wilderness
- en:Pine Valley Mountain Wilderness
- en:Ashdown Gorge Wilderness
- en:Box Death Hollow Wilderness
- en:Dark Canyon Wilderness
- en:High Uintas Wilderness